# 解僱最後手段性原則
解僱最後手段性原則，是中華民國勞動法領域的法律原則，指雇主依《勞動基準法》（簡稱勞基法）規定終止勞動契約時，負有安置義務；唯有在其無處安置、無其它方法繼續僱用勞工，「解僱」已是最終、不得已（拉丁語：ultima ratio）的手段，才可依法終止勞動契約。:452-453, 508-510反之，若雇主可用調職、溝通、輔導、給予改善機會等較為緩和的方式重新安置勞工時，則不得逕行終止勞動契約，以保障勞工工作權。:452-453勞工若遭到違法解僱，可在調解、仲裁或裁決程序不成立後，向地方法院提起「確認僱傭關係」訴訟，維護自身權益。:531
《中華民國憲法》第15條保障人民工作權，雇主若解僱勞工，勞工就無法繼續工作，故解僱議題是工作權保障的核心範圍；因此，臺灣法學家林更盛認為，法律要求雇主在解僱之前，先採用對勞工工作權影響輕微的措施，與憲法條文背後的價值判斷相符，也符合《勞動基準法》「保障勞工權益」之立法目的。:241-242勞雇關係雖為私法範疇，若其中一方的決定將影響另外一方的權益，這樣的決定權應有適當的界線，「不應逾越其實現正當利益所必要的範圍」，而需以廣義比例原則（其中包含最後手段性原則）加以權衡。:241換言之，若雇主濫用法律賦予的解僱權限，法律就應予以否定，並視為雇主未遵守誠信原則而為的權利濫用。:241, 243

## 定義與適用範圍
非有左列情事之一者，雇主不得預告勞工終止勞動契約：

一、歇業或轉讓時。

二、虧損或業務緊縮時。

三、不可抗力暫停工作在一個月以上時。

四、業務性質變更，有減少勞工之必要，又無適當工作可供安置時。

五、勞工對於所擔任之工作確不能勝任時。——《勞動基準法》第11條，
依據《勞基法》第11條第1項第4款，臺灣雇主若要在「業務性質變更，有減少勞工之必要」時「預告終止勞動契約」，必須滿足「無適當工作可供安置時」之要件。唯有在其無法用調職、溝通、輔導、給予改善機會等較為溫和的方式重新安置勞工，「解僱」已是最終、不得已（拉丁語：ultima ratio）的手段，才能依該款規定終止勞動契約。:452-453是以，法學家林更盛認為，上述要件即為「解僱最後手段性原則」之明文規定。:239

### 勞基法第11條
《勞基法》第11條在學說上一般稱為「經濟性解僱」、「裁員解僱」，俗稱「資遣」。:283雇主若依該條規定終止勞動契約，大抵上是為了使企業有轉型機會、改變經營方向、增強競爭力、提升總體經濟發展，不得已而為的措施。:15臺灣勞動法學家邱駿彥評論道，經濟性解僱可說是「犧牲勞工工作權以換取企業永續經營的機會」，而且不可歸責於勞工，因此適用解僱最後手段性原則。:15
由於《勞基法》僅在第11條第1項第4款中訂有安置義務，便衍生「解僱最後手段性原則是否適用於勞基法第11條第1項其它各款？」之疑問；對此，早期學說上仍有爭議，法院判決也多持否定論。:452然而，《勞動基準法》第11條第1項第1款至第4款解僱理由，都是雇主所導致、不可歸責於勞工；因此臺灣勞動法學說及多數法院判決已轉為肯定論，將第4款「無適當工作可供安置時」之要件類推適用於其它各款。:252雇主若因「虧損」、「業務緊縮」等事由解僱勞工，皆應考量解僱最後手段性原則，以保障勞工權益。:453
至於同條、項第5款規定，若雇主因此行使解僱權，是否仍不可歸責於勞工，學界、法院實務判決仍意見分歧。然而，兩者皆認為，雇主依第5款規定解僱勞工時，仍然必須考量解僱最後手段性原則。也就是說，對於不能勝任工作之勞工，雇主若要行使解僱權，必須先保障勞工法定權益，在勞工確實無法改善工作狀況的前提之下，才能合法解僱。:473

### 勞基法第12條
相對於《勞基法》第11條，該法第12條在學說上稱為「懲戒性解僱」。雇主以第12條規定解僱勞工，必須是勞工有所過失，且符合法定要件；勞工若因此遭受解僱，不只沒有預告期，也無法要求雇主給付資遣費。:288法規原文如下：
勞工有左列情形之一者，雇主得不經預告終止契約：

一、於訂立勞動契約時為虛偽意思表示，使雇主誤信而有受損害之虞者。

二、對於雇主、雇主家屬、雇主代理人或其他共同工作之勞工，實施暴行或有重大侮辱之行為者。

三、受有期徒刑以上刑之宣告確定，而未諭知緩刑或未准易科罰金者。

四、違反勞動契約或工作規則，情節重大者。

五、故意損耗機器、工具、原料、產品，或其他雇主所有物品，或故意洩漏雇主技術上、營業上之秘密，致雇主受有損害者。

六、無正當理由繼續曠工三日，或一個月內曠工達六日者。

雇主依前項第一款、第二款及第四款至第六款規定終止契約者，應自知悉其情形之日起，三十日內為之。——《勞動基準法》第12條，
《勞基法》第12條第1項各款是否都適用解僱最後手段性原則，學說和實務判決上仍存有爭議。:508-509在法學家黃程貫編纂之《個別勞動法》中，國立中興大學洪瑩容助理教授、張詠善律師合寫〈勞動契約之終止〉篇章，對第12條第1項各款是否適用解僱最後性手段原則，見解如下：第1款，未見法院判決討論；第2款，早期法院判決直指不適用該原則，後期則認為必須衡量實際狀況、綜合判斷，應適用該原則；第3款，未見法院判決討論；第4款，因「情節重大」概念並不確定，必須衡量勞工具體違規情形、雇主解僱手段與勞工違規行為程度相當，應適用該原則；第5款，有法院見解認為，不只要衡量勞工是否確實造成損害，還須衡量該損害是否「情節重大」才能判斷；第6款，法院見解不一，有主張適用者，也有主張不適用者。:509-510

## 緣起
中華民國勞動法令可分為「個別勞動法」與「集體勞動法」兩大體系。前者指勞工與雇主締結勞動契約、建立僱傭關係，國家為了保護雙方在個別勞動關係中的權益，所建立的勞動法體系，例如《勞動基準法》；:8-9後者則指國家為保護工會、集體勞工擁有之團結權、協商權、爭議權，而建立的勞動法體系，例如合稱勞動三法的《工會法》（團結權）、《團體協約法》（協商權）與《勞資爭議處理法》（爭議權）。:9因此，《勞基法》是臺灣個別勞動關係、勞動保護的法律基礎，旨在規定「勞動條件最低標準」，具有公法性質；但由於該法也規範工作規則、勞動契約如何制定，也可發揮私法效果。:10:21-22
1980年代，臺灣經濟繁榮、晉身新興工業國家行列，政治民主化、社會多元化成為明顯趨勢，勞資爭議也日漸增加，既有勞動法令不堪使用，《勞基法》便應運而生。:191984年7月19日，立法院三讀通過《勞動基準法》，其第11條第1項第4款已訂有「無適當工作可供安置時」之明文。在立法過程中，立法委員參酌《勞動契約法》第35條規定（該法從未施行）和《工廠法》第30條（該法已於2018年廢止）規定，擬定較為寬鬆、彈性且有利於雇主的條文；但在勞工代表爭取下，《勞基法》第11條才從「正面規定」（有左列情形之一者……得終止契約）改為「反面規定」（非有左列情事之一者，雇主不得預告勞工終止勞動契約），以強調該法重視勞動契約的安定性。:107-108
因此，臺灣的勞動契約，以終身僱用、永業型勞工的不定期契約為原則，定期契約為例外。雇主有責任維持勞工經濟生活穩定，不得任意以契約自由原則解僱勞工；解僱相關法令也採「法定事由制」，雇主若要解僱勞工，需合乎法律明文規定，並應負擔舉證責任，證明其解僱行為合法性與正當性。:212早期的法院判決雖傾向認定解僱最後手段性原則僅適用於第11條第1項第4款；:452但隨著時代變化，多數法院判決已認同該要件可類推適用於第11條其它規定，甚至可能適用於第12條部分條文。:252法學家林更盛更主張，「解僱最後手段性原則」應作為上位原則，一體適用於各種解僱事由，法院實務判決也有擴張適用範圍之傾向。:28:155
「解僱最後手段性」一詞，最初即由林更盛在其論文中引介，受到其他學者跟進討論、介紹，進而大幅影響司法實務運作。:120-127林更盛在〈論解僱的一般問題以及勞基法第11條之事由〉中寫道：「德國聯邦勞動法院首先在其1978年5月30日的判決中，明白表示作為最後手段之終結性的勞動契約終止（德語：Beendigungskündigung），不論其解僱事由為何，為通常或是非常終止，僅當另無其他（包括變更勞動條件）繼續僱用勞工之可能時，方屬正當。德國學說上對此結果，亦多贊同，並以德國《民法》第242條的誠信原則作為其理論上的依據。」:301歷經多年討論，目前臺灣學界及多數法院實務判決皆肯認解僱最後手段性原則適用於《勞基法》第11條第1項各款解僱事由（經濟性解僱、資遣）；:452至於同法第12條第1項各款解僱事由（懲戒性解僱）是否都適用，則尚有討論空間。:508-509

## 影響

### 安置前置義務
臺灣僱主若要合法解僱勞工，必須先盡「安置前置義務」，也就是要先檢視有無更適合勞工當事人之內部職缺，以滿足《勞基法》第11條第1項第4款「適當工作」之要件。而所謂「適當工作」，參照《最高法院107年臺上字第957號民事判決》，指的是終止勞動契約發生時或之前、之後的合理時間範圍內，有和勞工原本職務條件相當、工作能力可勝任，且勞工願意接受的內部職位。:454換句話說，如果雇主解僱勞工時，在相同事業單位或相同部門中，有相同職務的工作可讓勞工繼續工作，即為違法解僱；原因是既然有適當職缺、可安排調職，有溫和手段可供運用，雇主卻捨棄不用、逕行終止勞動契約，明顯違背解僱最後手段性原則，雙方勞動關係繼續存在。:466-467
若反向思考，假設雇主有其他職缺，也提供勞工調職機會、協商調職事宜、窮盡一切溫和手段，並合乎《勞基法》第10條之1「調職五原則」等規定；勞工若仍無正當理由拒絕調職，依法院實務見解，可視為雇主已盡安置前置義務，可合法資遣，並發給資遣費。:467實務上，若雇主已窮盡最後手段，勞工仍無正當理由便拒絕調職，雇主通常會視為曠職；若曠職日數達法定門檻，可依《勞基法》第12條第1項第6款規定予以懲戒性解僱，勞工也無權請求給付資遣費，而對勞方不利。:467
此外，若解僱爭議發生於關係企業，雇主應一併考慮旗下其他公司是否有適當工作可安置勞工，這是為了避免雇主濫用關係企業旗下各公司的獨立性。:453例如，《最高法院98年臺上字第652號民事判決》指出，若某公司的「財務管理、資金運用、營運方針、人事管理暨薪資給付等項」實際上受到另外一家公司操控，兩家公司具有「實體同一性」，受操控的公司實質上並無自主權，雇主便應將其職缺納入「適當工作」考量中，不能因為兩公司表面上不同，就忽略兩家公司之間的實際權力關係。:453-454

### 解僱及調職以外手段
若雇主依《勞基法》第11條第1項第5款「勞工不能勝任工作」，主張勞僱關係無法繼續，那麼除了調職與解僱兩種途徑，法院實務判決通常認為雇主還有更多溫和手段可以運用，而擴大解僱最後手段性原則之效果。具體來說，這些手段包括：實施績效輔導與教育訓練課程、較輕微的懲處方式（如警告、記過）、實質協助勞工改善缺失等。若雇主未窮盡所有手段，逕行解僱勞工，就會因為違背比例原則，而連帶違背解僱最後手段性原則。
法學家林更盛評論《最高法院96年臺上字第2630號民事判決》時也認為，若雇主有影響勞工利益較輕微的措施可以使用（如拒發獎金、經勞工同意變更勞動條件等），原則上就不能解僱，否則就有違反解僱最後手段性原則之虞。:156若雇主面對類似案例，已有既定處理方式，或工作規則已明文規範如何處理，即應優先遵循前例、規則。:156在此脈絡下，解僱手段性原則不只是單一法條的規定，而是解僱保護法領域的一般法律原則。:159

## 救濟
臺灣僱主解僱勞工時，無論合法或違法，皆立即發生效力，勞工只能被迫離開職場。:59若勞工認為雇主解僱違法，就需經調解、訴訟等法定程序保障自身權益。這類型的勞資爭議，於《勞資爭議處理法》上稱為「權利事項之勞資爭議」，勞工得在調解或仲裁程序結束後，仍無法解決爭議時，向法院提起「確認僱傭關係訴訟」，要求雇主恢復職務，維護勞工工作權益。:531大多數勞資爭議中，勞工均採用調解程序，少有採取仲裁程序者。:531至於該法第四章所規定之裁決程序，則適用於工會與雇主之間，因《工會法》第35條或《團體協約法》第6條第1項之保護工會活動規定所生集體勞資爭議。:279以違法解僱案件而言，勞工若因參與工會會務或擔任工會幹部，遭雇主解僱時，即可採用不當勞動行為裁決程序。:316-317
2020年1月1日，《勞動事件法》施行，大幅改變勞動事件處理程序。該法施行前，勞工需向地方主管機關申訴調解或仲裁，無法解決爭議時再向地方法院提起民事訴訟，訴訟程序原則上適用《民事訴訟法》。:531然而，民事訴訟程序曠日廢時，經濟較為弱勢之勞工往往難以負荷訴訟成本。因此，立法院三讀通過《勞動事件法》，經蔡英文總統於2018年12月5日公布，自2020年1月1日起施行。該法施行後，明訂勞動事件起訴前，原則上都要經過調解程序，法定例外情形除外，即「調解前置主義」。勞工可選擇向法院（新制）或地方主管機關（舊制）申訴調解:51，若選擇由法院調解，則由法官及兩位調解委員組成調解委員會；:27-28若調解不成立，則由同一位法官續行訴訟程序。:32此外，勞動訴訟以速審速決為原則，並減輕勞工舉證責任及裁判費用、強化救助程序與第三人協助管道等。
在勞資爭議期間，勞工也可向法院聲請定暫時狀態假處分，經法院裁准後，雇主在判決確定前應依法院裁定內容繼續維持僱傭關係、給付工資，或准許工會幹部進入雇主管理場域內的工會會所執行工會會務等。:75勞工若在「暫定勞雇關係假處分」狀態下復職，為暫時性、附條件的措施，復職期間與訴訟期間相同，條件則視判決結果而定。:97若勞工勝訴，暫時性復職便轉為永久性；若勞工敗訴，雇主就能聲請撤銷假處分裁定，經法院裁准後要求勞工離職。:97在這段期間內，無論任何理由，雇主都不能「二次解僱」勞工，否則就是違背假處分裁定；若勞工確有失職行為，雇主須以「情事變更」為由向法院聲請撤銷假處分獲准，才能「二次解僱」勞工。:97
勞工提起違法解僱訴訟，並勝訴確定後，雇主有義務主動通知勞工復職，而非等待勞工主動要求復職。:227倘若雇主未主動通知，則視為「受領勞務遲延」（勞工願意工作，而雇主拒絕或沒有接受），雇主在這段期間必須支付工資給勞工。:127:228至於勞工之勞保投保年資權益，雇主一旦解僱勞工，依法需為勞工辦理退保；即使勞工於確認僱傭關係訴訟中勝訴確定，也無法追溯加保、加計年資，勞工只能依《勞工保險條例》第72條規定，要求雇主賠償損害金額。:235-236勞工退休金部分，勞工若在2005年7月1日之後勝訴確定，即適用新制退休金制度，勞工或雇主可行文主管機關補提繳新制退休金；若解僱前為適用舊制退休金制度之勞工，也可以向主管機關申請繼續適用舊制退休金制度。:237

## 評論與爭議
解僱最後手段性原則存有若干爭議，最大爭議即為「是否違反法律保留原則」。如法學家楊通軒便認為，臺灣勞動法令並未明訂「解僱最後手段性原則」，若僅由《勞基法》第11條第1項第4款之要件推導產生，立論太過薄弱；其他學者與多數法院判決以類推適用方式，主張《勞基法》第11條第1項第4款以外之解僱事由也適用該原則，有違反法律保留原則之疑慮；因而，雇主解僱勞工前，是否可拒絕遵從解僱最後手段性原則，就有討論空間。:134-135他主張應修法明訂「解僱最後手段性原則」，並排除第5款之「勞工不能勝任工作」與第12條懲戒性解僱之適用。:135他主張，前述狀況皆可歸責於勞工，為兼顧雇主經營權與人事權，雇主為此解僱勞工時，不應適用解僱最後手段性原則。:135
臺灣法學家邱駿彥也認為，既然許多法院判決都採用解僱最後手段性原則，《勞基法》應修法明文規範。:22與楊通軒不同的是，邱駿彥認為，《勞基法》立法精神重在保護勞工，制約雇主解僱權限，僅在第11條開放例外規定，且必須滿足「正當事由」、「解僱最後手段性」等原則。:22而第12條的懲戒性解僱，他認為工作權對勞工至關重大，縱使工作上有所過失，也應同時衡量勞工過失行為與雇主解僱必要性。:22因而，他建議未來《勞基法》修法時，不只要明訂解僱最後手段性原則，更應明訂適用範圍，納入第11條及第12條規定，是其和楊通軒等學者見解不同之處。:22
因《勞基法》立法意旨重在規範最低勞動條件、保障勞工權益，臺灣社會學家謝國雄由此出發，指出解僱爭議觸及「從屬性」議題，也就是勞工在經濟上依賴雇主，並在雇主指揮監督下提供勞務；然而，雇主容易濫用從屬性概念、刻意製造容易解僱勞工的環境，且常在勞資爭議過程中佔上風，勞動法令形同虛文，遑論雇主對勞工的照顧義務。:179-183他進一步從法律社會學角度分析，指出在資本主義體制下，臺灣勞動體制與市場之間緊密連結：第一，雇主將產品市場上的風險，透過薪資制度轉嫁到勞工身上；第二，雇主解僱勞工、勞工自請離職，都是在釋出勞動力，讓勞動力市場持續流動；第三，勞工離開職場後，只能再度進入勞動力市場兜售勞力、找新工作，別無它途；第四，國家任憑個別勞僱關係市場化、應介入而未介入。:157-159再加上臺灣雇主通常將個別勞動關係視為「私領域」事務，勞動法令則是一種「外力干預」，讓臺灣勞動法令無法發揮「建構社會秩序」、「矯正社會不公」的功能，淪為勞資爭議中雙方鬥爭的工具。:191, 193

## 參照法規及判決
1. ↑  《勞動基準法》第11條。
2. ↑  《最高法院95年臺上字第1692號民事判決》：「按勞基法第十一條第二款規定，雇主有虧損或業務緊縮之情形時，得不經預告終止勞動契約。……乃原審謂上訴人資遣被上訴人之前，尚必須徵詢其調整職務之意願，始得資遣，增加該勞基法規定所無之限制，自有可議。」
3. ↑  《最高法院104年度臺上字第129號民事判決》等。
4. ↑  《勞動基準法》第12條。
5. ↑  《最高法院84年度臺上字第946號民事判決》等。
6. ↑  《最高法院92年度臺上字第1631號民事判決》等。
7. ↑  《最高法院99年度臺上字第2348號民事判決》等。
8. ↑  《臺灣高等法院95年度勞上字第84號民事判決》等。
9. ↑  肯定論，如《臺灣高等法院95年度勞上字第84號民事判決》等；否定論，如《最高法院99年度臺上字第2054號民事判決》等。
10. ↑  《最高法院107年度臺上字第957號民事判決》：「資遣當時或資遣前後相當合理期間內，有與勞工受資遣當時之工作條件相當，且屬勞工之能力可勝任並勞工願意接受者而言。」
11. ↑  《最高法院105年度臺上字第144號判決》：「倘雇主已提供適當新職務善盡安置義務，為勞工拒絕，基於尊重企業經營自主權及保障勞工工作權之平衡，要求雇主仍需強行安置，當非立法本旨。」
12. ↑  《最高法院98年度臺上字第652號民事判決》：「……解釋該款末句所稱之『無適當工作可供安置時』，為保障勞工之基本勞動權，加強勞雇關係，促進社會與經濟發展，防止雇主以法人之法律上型態，規避不當解僱行為之法規範，杜絕雇主解僱權濫用之流弊，自可將與『原雇主』法人有『實體同一性』之他法人，亦無適當工作可供安置之情形併予考慮在內，即『原雇主』法人與另成立之他法人，縱在法律上之型態，名義上之主體形式未盡相同，但該他法人之財務管理、資金運用、營運方針、人事管理暨薪資給付等項，如為『原雇主』法人所操控，該他法人之人格已『形骸化』而無自主權，並有適當工作可安置勞工，二法人間之構成關係顯具有『實體同一性』者，均應包括在內，始不失該條款規範之真諦，庶幾與誠信原則無悖。」
13. ↑  《臺灣臺北地方法院108年度重勞訴字第41號民事判決》等。
14. ↑  《臺灣新竹地方法院107年度重勞訴字第14號民事判決》等。
15. ↑  《臺灣新北地方法院105年度勞訴字第127號民事判決》等。
16. ↑  《勞動基準法》第1條第1項：「為規定勞動條件最低標準，保障勞工權益，加強勞雇關係，促進社會與經濟發展，特制定本法；本法未規定者，適用其他法律之規定。」

## 延伸閱讀
- 林更盛. . 國立臺灣大學法律學研究所碩士論文. 1989 （中文（臺灣））.
- 績效改進計畫